# Pseudolella intermedia
Pseudolella intermedia är en rundmaskart som beskrevs av Gerlach 1957. Pseudolella intermedia ingår i släktet Pseudolella och familjen Axonolaimidae. Inga underarter finns listade i Catalogue of Life.